# Bangladéšská kuchyně

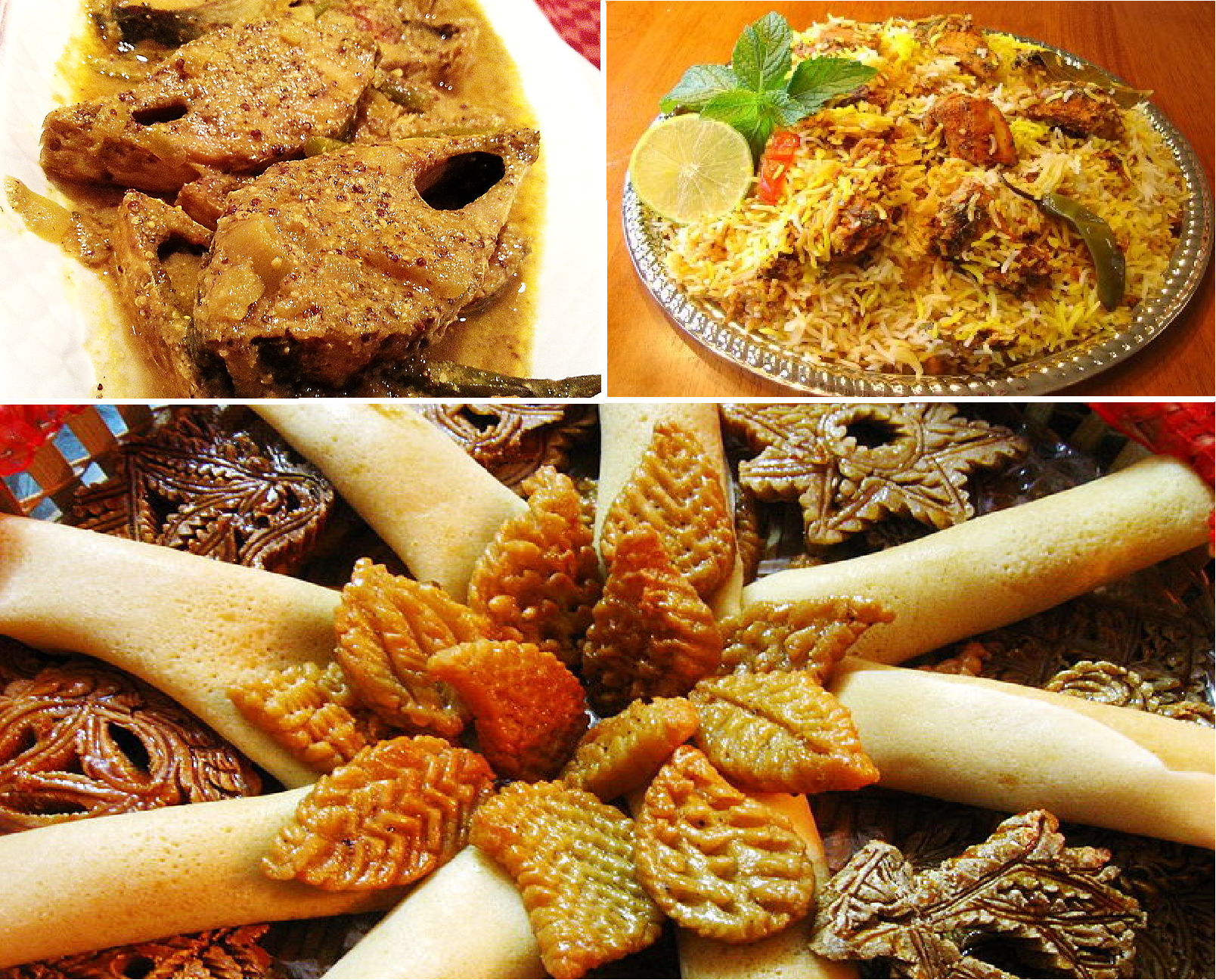
Tradiční bangladéšská jídla: iliš, biryani a chléb pitha

Ilustrace: tradiční bengálské sladkosti

Bangladéšská kuchyně (bengálsky: বাংলাদেশের রান্না) je v mnoha ohledech velice podobná indické kuchyni, především v blízkosti hranic s Myanmarem byla ovlivněna také myanmarskou kuchyní. Bangladéšská kuchyně nevyužívá příliš masa, nejčastěji se ale používají ryby z řek a moře. Základní potravinou je rýže a luštěniny.

## Příklady bangladéšských pokrmů a nápojů
Příklady bangladéšských pokrmů a nápojů:
- Kari
- Dál, označení pro kořeněné pokrmy z čočky
- Biryani, rýžová směs
- Kebab
- Různé druhy chleba (například čapatí nebo pitha)
- Iliš, kari z ryby hilsa s hořčičným semínkem
- Mišti doi, slazený jogurt podávaný jako dezert
- Čaj